# Sylwia Juszczak-Krawczyk
Sylwia Juszczak-Krawczyk, primo voto Pągowska, secundo voto Arnesen (ur. 17 czerwca 1977 we Wrocławiu) – polska aktorka.

## Życiorys

### Edukacja
Jest absolwentką VIII Liceum Ogólnokształcącego we Wrocławiu. W 2002 ukończyła studia na wydziale aktorskim PWSFTviT w Łodzi.

### Kariera
Od 6 marca do 1 maja 2015 brała udział w trzeciej emitowanej przez telewizję Polsat edycji programu Dancing with the Stars. Taniec z gwiazdami. Jej partnerem tanecznym był Kamil Kuroczko, z którym odpadła w ósmym odcinku, zajmując 5. miejsce.

## Życie prywatne
Ma siostrę Katarzynę.
Jest dwukrotną rozwódką. Z pierwszym mężem, Tomaszem Pągowskim, ma dwóch synów: Vincenta i Nataniela. 28 stycznia 2011 wzięła ślub z Norwegiem Magnusem Arnesenem, z którym rozwiodła się z początkiem 2016. Od 2016 jest związana z aktorem Mikołajem Krawczykiem, którego poślubiła w 2017. Mają córkę Konstancję (ur. 7 marca 2019). 14 września 2019 wzięli ślub kościelny.

## Filmografia
- 1999: Zabij ich wszystkich jako Ewa
- 2001: Głośniej od bomb jako Kaśka, dziewczyna Marcina
- 2001: Cisza jako technomanka
- 2002–2010: Samo życie jako Joanna, dekoratorka wnętrz
- 2002: Moje pieczone kurczaki jako blondynka, studentka szkoły filmowej
- 2002: M jak miłość jako Asia, koleżanka Ewy Nowickiej (odc. 82); fryzjerka (odc. 109)
- 2003: Zostać miss 2 jako Jolka, konkurentka Agnieszki
- 2003–2005: Sprawa na dziś jako Joanna Banach
- 2004–2009: Na Wspólnej jako Renata Sadowska
- 2004: Talki z resztą jako Tosia (odc. 6)
- 2004: Całkiem nowe lata miodowe jako Agnieszka Malinowska
- 2005: Na dobre i na złe jako Viola, żona Tomasza Madeja (odc. 208 i 218)
- 2005: Magda M. jako Olga (odc. 13)
- 2005: Kryminalni jako Julia Małecka (odc. 23)
- 2005–2006: Fala zbrodni jako Izabela Szablewska (odc. 32-59)
- 2005: Bulionerzy jako Lena
- 2006: Magiczne drzewo jako mama Ani (odc. 6)
- 2006–2007: Królowie śródmieścia jako Gabrysia, żona Marcina
- 2006–2007: Kopciuszek jako stylistka
- 2006: Beautiful jako Ania
- 2007: Plebania jako Olga (odc. 882 i 883)
- 2007: Odwróceni jako blondynka (odc. 5)
- 2007: Na boso jako Justyna, matka Oli
- 2008: Londyńczycy jako Justyna (odc. 8–10)
- 2009: BrzydUla jako dziennikarka Anna Brodzka (odc. 80)
- 2009: Teraz i zawsze jako dziewczyna w volkswagenie
- 2009: Piksele jako Iza
- 2009: Lunatycy jako barmanka Maja
- 2009: 39 i pół jako Monika (odc. 16)
- 2010–2012: Szpilki na Giewoncie jako Olga Koliba, żona Patryka
- 2010: Krzysztof jako policjantka
- 2010: Miłość nad rozlewiskiem jako Mirka
- 2010–2011: Barwy szczęścia jako Aldona, przyjaciółka Kai
- 2011: Życie nad rozlewiskiem jako Mirka
- 2011: Wojna żeńsko-męska jako lekarka
- 2011: Ojciec Mateusz jako Marta Łuczak (odc. 75)
- 2011: Lęk wysokości jako Aneta Koper, urzędniczka ze spółdzielni
- 2011: Ki jako Dorota „Dor” Szwarc
- 2012: Nad rozlewiskiem jako Mirka
- 2012: Lubię mówić z tobą jako prostytutka Sonia
- 2013: Dag
- 2013: Komisarz Alex jako Ewa Jaworska (odc. 27)
- 2013: Prawo Agaty jako Olga Rasiak (odc. 32)
- 2014: Baron24 jako panna młoda (odc. 13, 26)
- 2014: Alle sammen sammen jako Pamela
- 2014: Cisza nad rozlewiskiem jako Mirka
- 2015: Ojciec Mateusz jako Beata Kwiatkowska (odc. 166)
- 2015: O mnie się nie martw jako Martyna (odc. 19)
- 2015: Krew z krwi 2 jako policjantka Kinga (odc. 7, 10)
- 2015: Komisarz Alex jako Maria Horst (odc. 88)
- 2016: Na dobre i na złe jako Nina Parys (odc. 627)
- 2016: Przyjaciółki jako Anita (odc. 76, 78, 85, 87, 89, 90, 95)
- 2018: Pensjonat nad rozlewiskiem jako Mirka
- 2018: Nielegalni – jako Sara Korska
- 2019: Komisarz Alex jako Izabela Piasecka, siostra Bertolta (odc. 157)
- 2020: Archiwista jako Barbara Banaszak (odc. 1)
- 2020: Rysa jako Lizawieta
- 2021: Układ jako Lizawieta
- od 2022: Komisarz Alex jako inspektor Bogna Bugaj